# Timothy Chooi
Timothy Chooi, né le 17 décembre 1993 à Victoria, en Colombie-Britannique (Canada), est un violoniste canadien.
Il est le premier lauréat du Concours international de violon Joseph Joachim 2018 à Hanovre, en Allemagne, et a également remporté les grands prix du Concours international de violon Yehudi Menuhin, du Concours international de violon Michael-Hill en Nouvelle-Zélande, ainsi que du grand prix de la Montreal Standard Life Competition.
Il est deuxième prix du Concours international Reine Elisabeth (violon)2019 à Bruxelles (Belgique).

## Vie et carrière
Timothy Chooi est né à Victoria, en Colombie-Britannique, au Canada. Il a commencé à jouer du violon à l'âge de trois ans avec la méthode Suzuki au Conservatoire de musique de Victoria avec Esther Tsang. Il a fait ses débuts d'orchestre à l'âge de sept ans en se produisant avec son frère et le Victoria Symphony Orchestra. En 2007, alors que Chooi avait douze ans, il est invité à se produire avec le Victoria Symphony Orchestra au concert de célébration "Splash" devant un public de plus de 50 000 personnes.

## Voir également
- Nikki Chooi
- Liste des instruments Stradivarius